# Kanton Marseille-La Capelette
Marseille-La Capelette is een voormaligkanton van het Franse departement Bouches-du-Rhône.  Het kanton maakte deel uit van het arrondissement Marseille. Het werd opgeheven bij decreet van 27 februari 2014, met uitwerking op 22 maart 2015.
Het kanton omvatte de volgende wijken van Marseille:
- La Capelette
- Menpenti
- Pont-de-Vivaux
- Saint-Tronc
- Baille
- La Timone
- Saint-Pierre
- Benza